# Región de Vysočina
La Región de Vysočina o Región de Jihlava (en checo: Kraj Vysočina; en alemán: Hochland Region, pronunciado /ˈhoːxˌlant ʁeˈɡi̯oːn/) es una unidad administrativa (kraj) de la República Checa, situada en la parte sudeste de la región histórica de Bohemia y, en parte, en el territorio suroccidental de la región histórica de Moravia. La capital es Jihlava.

## Distritos(okresy)(población año 2018)
- Distrito de Havlíčkův Brod 94 486
- Distrito de Jihlava 112 930
- Distrito de Pelhřimov 72 143
- Distrito de Třebíč 111 426
- Distrito de Žďár nad Sázavou 117 931

## Ciudades importantes de la región
Jihlava, Telč, Žďár nad Sázavou, Třebíč, Pacov, Humpolec, Světlá nad Sázavou, Pelhřimov, Havlíčkův Brod, Chotěboř, Nové Město na Moravě, Bystřice nad Pernštejnem, Náměšť nad Oslavou, Moravské Budějovice.